# Sicya subviridis
Sicya subviridis là một loài bướm đêm trong họ Geometridae.